# Laurent Saint-Martin
Pour les articles homonymes, voir Saint-Martin.
Laurent Saint-Martin, né le 22 juin 1985 à Toulouse (Haute-Garonne), est un homme politique français.
Membre du Parti socialiste de 2009 à 2012, il rejoint le nouveau parti En Marche en 2016, puis est élu député dans la troisième circonscription du Val-de-Marne lors des élections législatives de 2017. Il intègre la commission des Finances, dont il est élu vice-président. En janvier 2020, il est élu rapporteur général du budget. En 2022 il est battu par Louis Boyard de La France insoumise.
Il conduit la liste LREM pour les élections régionales de 2021 en Île-de-France, qui recueille 9,62 % des suffrages au second tour ; il est élu conseiller régional.
De janvier 2023 à septembre 2024, il est directeur général de Business France.
Le 21 septembre 2024, il entre au gouvernement Barnier en tant que ministre auprès du Premier ministre, chargé du Budget et des Comptes publics.
Le 23 décembre 2024, il est reconduit au gouvernement comme ministre délégué auprès du ministre de l'Europe et des affaires étrangères, chargé du commerce extérieur et des Français de l'étranger au gouvernement Bayrou.

## Famille et formation
Laurent Saint-Martin est issu d'une longue lignée d'enseignants. Son père enseigne les lettres classiques tandis que sa mère est professeur d'histoire. Il est également le neveu du parlementaire Claude Raynal. 
Il effectue sa scolarité au collège et lycée Bellevue à Toulouse, puis entre en classes préparatoires économiques et commerciales au lycée Saliège. Il décide de ne pas suivre dans la voie familiale et se tourne vers les écoles de commerce. Après avoir passé le concours de l'EDHEC, il intègre l'école en 2005, où il se spécialise dans le financement des entreprises. Il ressort de l'école avec un master en finances en 2009.[source insuffisante]

## Carrière
Il est recruté en 2010 dans la branche Nord-Pas-de-Calais d'Oséo. Il y est chargé d'affaires innovation, puis devient responsable études dans la région Picardie.
En 2013, il rejoint Bpifrance, et trois ans plus tard, intègre pour quelques mois Euronext auprès de Stéphane Boujnah.
Le 6 janvier 2023, il est nommé directeur général de Business France, chargé de la direction exécutive de l’agence en France et à l’étranger. Cette nomination fait suite à la proposition des ministres chargés de l’Économie, des Affaires étrangères et de l’Aménagement du territoire, validée par le conseil d’administration de Business France le 22 décembre.

## Parcours politique

### Premiers engagements
Laurent Saint-Martin est membre du Parti socialiste de 2009 à 2012.
Aux côtés de Stéphane Boujnah, il s'engage en 2013 au sein du think tank social-libéral « En temps réel », successeur de la Fondation Saint-Simon, en tant que secrétaire général, où il a notamment coordonné des travaux sur l'ajustement des politiques publiques en période de croissance faible ou sur les expériences sociales-démocrates en Europe et à travers le monde. Il y rencontre Emmanuel Macron. Il décide de rejoindre En Marche en 2016, faisant de lui l'un des premiers membres du parti.

### Au sein de La République en marche
Référent d'En Marche pour le 17e arrondissement de Paris durant la campagne pour l’élection présidentielle, il est investi candidat pour les élections législatives françaises de 2017 dans la troisième circonscription du Val-de-Marne sous les couleurs et le nouveau nom de La République en marche (LREM).
Il est parmi les premiers soutiens de Stanislas Guerini lorsque celui-ci brigue le poste de délégué général de LREM. En janvier 2019, il est nommé membre du bureau exécutif de LREM chargé de la prospective.
En novembre 2019, il est chargé d’une mission sur la laïcité avec la secrétaire d’État chargée de l’Égalité entre les femmes et les hommes, Marlène Schiappa.
Il est le trésorier de la campagne d'Emmanuel Macron pour l'élection présidentielle de 2022 : il supervise ainsi la levée de fonds de campagne pour la réélection du président.

### Députation

#### Activité législative
Le 18 juin 2017, Laurent Saint-Martin est élu député avec 51,64 % des voix.
À l'Assemblée, il se spécialise dans les questions d'évaluation des politiques publiques et la fiscalité au sein de la commission des Finances, de l'Économie générale et du Contrôle budgétaire, dont il est vice-président. Il est d'abord élu au poste de rapporteur général du budget, avec deux voix d'avance sur Joël Giraud, mais s'accorde finalement avec ce dernier, à qui Emmanuel Macron avait proposé le poste, pour le lui laisser durant la première moitié de la législature.
En mars 2018, il est nommé co-rapporteur de la mission d’information sur l’assujettissement à la fiscalité américaine des Français nés aux États-Unis, aux côtés de Marc Le Fur, vice-président de l’Assemblée nationale.
À l’automne 2018, il refuse un poste de secrétaire d’État au ministère de l'Économie et des Finances.
Lors de l’examen du projet de loi de finances pour 2019, il propose la création du Fonds pour l’accélération du financement des start-ups d’État, doté de cinq millions d’euros.
En juin 2019, il est chargé par le Premier ministre, Édouard Philippe, d'une mission visant à réformer le dispositif national d'identification, de saisie et de confiscation des avoirs criminels.
Dans ses votes, il se positionne également en faveur de la protection des libertés publiques, s’abstenant sur le vote d'un article polémique de la loi visant à renforcer et garantir le maintien de l'ordre public lors des manifestations.
Candidat à sa réélection lors des élections législatives de juin 2022, il est battu au second tour par Louis Boyard (La France insoumise), avec un score de 48,02 %.

#### Rapporteur général du budget
Le 15 janvier 2020, il est élu rapporteur général de la commission des Finances de l'Assemblée nationale à l'unanimité,. Plus jeune député à exercer ces fonctions sous la Ve République, Laurent Saint-Martin a ainsi la responsabilité d’assurer le lien entre le Gouvernement et le Parlement sur tous les textes financiers et budgétaires examinés à l’Assemblée nationale. Le Monde souligne alors qu'il « a plutôt revêtu les habits du légitimiste » jusqu'alors, en n'ayant « jamais un mot contre l’exécutif ni contre ses collègues ».
Partisan d'une orthodoxie budgétaire, il est favorable à un débat annuel sur la dette au Parlement et plaide pour une « meilleure lisibilité » de la fiscalité,, notamment par la suppression des petites taxes à faible rendement.

### Élections régionales 2021
Le 21 février 2021, Laurent Saint-Martin devient tête de liste LREM pour les élections régionales en Île-de-France,. Il arrive en quatrième position des résultats du premier tour, avec 11,8 % des suffrages. Au second tour il est de nouveau quatrième, avec 9,62 % des suffrages exprimés. Il est élu conseiller régional.

### Participation à des gouvernements
Le 21 septembre 2024, il entre dans le gouvernement Barnier en tant que ministre chargé du Budget et des Comptes publics.
Le 23 décembre 2024, il intègre le gouvernement Bayrou comme ministre chargé du Commerce extérieur et des Français de l'Étranger.

## Synthèse des résultats électoraux

### Élections législatives
| Année | Parti | Parti | Circonscription    | 1er tour | 1er tour | 1er tour | 2d tour | 2d tour | 2d tour |
| Année | Parti | Parti | Circonscription    | Voix     | %        | Rang     | Voix    | %       | Issue   |
| ----- | ----- | ----- | ------------------ | -------- | -------- | -------- | ------- | ------- | ------- |
| 2017  |       | LREM  | 3e du Val-de-Marne | 10 975   | 35,79    | 1er      | 12 452  | 51,64   | Élu     |
| 2022  |       | ENS   | 3e du Val-de-Marne | 7 804    | 25,52    | 2e       | 13 940  | 48,02   | Battu   |

### Élections régionales

#### Scrutin régional global
Les résultats ci-dessous concernent uniquement les élections où il est tête de liste.
| Année | Liste | Liste               | Région        | Résultats | Résultats | Résultats | Résultats | Sièges obtenus |
| Année | Liste | Liste               | Région        | 1er tour  | 1er tour  | 2d tour   | 2d tour   | Sièges obtenus |
| Année | Liste | Liste               | Région        | %         | Rang      | %         | Rang      | Sièges obtenus |
| ----- | ----- | ------------------- | ------------- | --------- | --------- | --------- | --------- | -------------- |
| 2021  |       | LREM-MoDem-TdP-Agir | Île-de-France | 11,81     | 4e        | 9,62      | 4e        | 15 / 204       |

#### Scrutin départemental
Les résultats ci-dessous concernent uniquement les élections où il est tête de liste.
| Année | Liste | Liste               | Région        | Département  | Résultats | Résultats | Résultats | Résultats | Sièges obtenus |
| Année | Liste | Liste               | Région        | Département  | 1er tour  | 1er tour  | 2d tour   | 2d tour   | Sièges obtenus |
| Année | Liste | Liste               | Région        | Département  | %         | Rang      | %         | Rang      | Sièges obtenus |
| ----- | ----- | ------------------- | ------------- | ------------ | --------- | --------- | --------- | --------- | -------------- |
| 2021  |       | LREM-MoDem-TdP-Agir | Île-de-France | Val-de-Marne | 11,60     | 5e        | 10,08     | 3e        | 2 / 22         |

## Publication
- Laurent Saint-Martin (préf. Richard Ferrand), La Fabrique de l'impôt : pour un consentement citoyen, éd. Alma, 2020 (ISBN 2362794873).

## Pour approfondir